# Manuel Ramírez (Gitarrenbauer)
Manuel Ramírez, eigentlich Manuel Ramírez de Galarreta y Planell (* 1864 in Alhama de Aragón; † 1916 in Madrid) war ein spanischer Gitarrenbauer.

## Leben und Werk

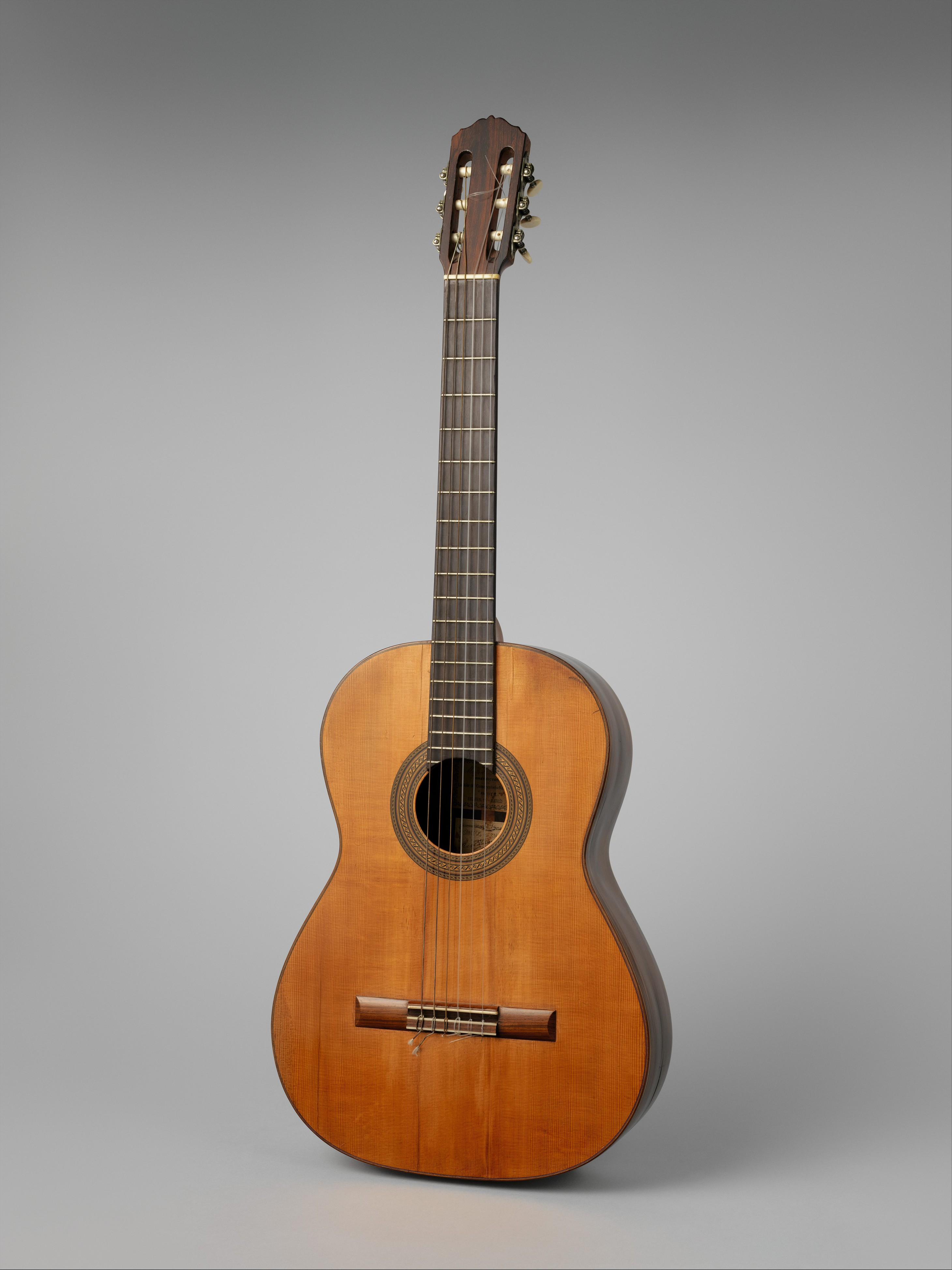
Segovias’ Ramírez-Gitarre

Manuel Ramírez wurde in der 1882 gegründeten Werkstatt seines älteren Bruders José (1858–1923) ausgebildet und gründete 1891 seine eigene Werkstatt in Madrid. Nachdem er seine erste Werkstatt am Plaza Santa Ana im Jahr 1893 an seinen Nachfolger Enrique García (1868–1922) übergeben hatte, der in den folgenden Jahren als Gitarrenbauer ebenfalls zu großem Ansehen kommen sollte, bezog er ein neues Domizil in der Calle Arlabán, im Barrio de la Latina der Madrider Innenstadt. Dort baute er neben Violinen hauptsächlich Konzert- und Flamenco-Gitarren, machte sich aber auch gelegentlich das hohe Prestige des großen Gitarrenbauers Antonio de Torres zunutze, indem er eigene Instrumente unter dessen Namen verkaufte.
Auch der damals noch am Beginn seiner späteren Weltkarriere stehende Andrés Segovia erwarb bei ihm ein Instrument, das er zwischen 1912 und 1937 in seinen Konzerten und bei Aufnahmen spielte und das heute im Metropolitan Museum of Art aufbewahrt wird. Ursprünglich handelte es sich hierbei um eine elfsaitige Gitarre, einen in der letzten Hälfte des 19. Jahrhunderts in Andalusien populären Gitarrentyp, die möglicherweise von Santos Hernández, dem damaligen Werkstattleiter in der Calle Arlabán, zu einem sechssaitigen Instrument umgebaut worden war.
Zu seinen namhaften Schülern und Mitarbeitern gehörten Domingo Esteso (1884–1937), der in Madrid die bis heute bestehende Manufaktur Conde Hermanos begründete, Modesto Borreguero und Santos Hernández (1870–1942).